# Nokia 100
El Nokia 100 es un teléfono básico con funciones 2G lanzado por Nokia el 25 de agosto de 2011. El teléfono móvil estaba dirigido a mercados emergentes y consumidores preocupados por su presupuesto, y se podía comprar desbloqueado por el operador a un precio relativamente bajo (20 € o 30 dólares estadounidenses en el lanzamiento).

## Características
El teléfono tenía una pantalla a color, una linterna integrada, una radio FM, y alarma de voz automática. Fue lanzado en colores azul, rosa, negro y rojo.
El dispositivo se ejecuta en la plataforma de software Serie 30, admite hasta cinco libretas de direcciones separadas y puede almacenar datos de personalización para hasta cinco tarjetas SIM separadas. El teléfono también viene con el juego Solitario.
En los mercados emergentes, el teléfono vino con Nokia Life Tools y con Nokia Money en India.